# 奥山泰全
奥山 泰全（おくやま たいぜん、1971年8月13日－）は日本の実業家。三重県津市出身。慶應義塾大学商学部卒業。

## 概要
2020年11月までマネーパートナーズグループ（東証一部上場）の代表取締役社長。2006年8月に同社の社長に着任している。前職はトレイダーズ証券取締役（2000〜2006）。社長である前に、「相場師」、「マーケター」、「コンピュータエンジニア」の顔を持つ。投資に関しての著書数点。「投資」「起業」方面での講演多数。
2018年から2020年まで日本仮想通貨交換業協会(現:日本暗号資産取引業協会)会長を務めた。

## 投資家として
1990年初頭、林輝太郎に師事する。株式会社パンローリング代表取締役後藤康徳とは兄弟盃である。現株投資からツナギ中心の信用取引、商品先物の小豆・とうもろこし・パラジウムなどを経て、1993年から日経平均先物取引（現ラージ225）、1994年より日経225オプション取引にて、相場師としての才覚を発揮。トレンドフォロー（順張り）を軸に、アービトラージ（サヤ取り）を派生させたオプション取引でのデルタヘッジによる相場運用を展開。氏の投資の口癖は「粛々と稼ぐ」。

## コンピュータエンジニアとして
日本初の日経平均先物・オプションのインターネット取引の生みの親。FX取引システムの黎明期の開発にも多く関与し、シンプレクスコンサルティング、スリーエイシステム、エンコムシステムズをはじめとする、主要なデリバティブ取引のシステムに関与。証券バックシステム移行、FXシステム移行なども多く統括。古くは三井情報開発(MKI:1998年)の連結決算システムのプロジェクトマネージャも務めた。
CIOとしての直近履歴は
- トレイダーズ証券株式会社取締役CIO（2002-2005）
- 現株式会社SBIトレードウィンテック取締役（-2005：当時はトレイダーズフィナンシャルシステムズ）

開発言語はJAVA,C++,Delphi,BASIC,アセンブラ,COBOL,RPG,Perlなど。扱えるRDBMSはOracle,SQL Server,PostgreSQLなど。

## 著書
- 「崖っぷち投資家ボコられ経営塾」（ダイヤモンドビジネス企画、2011年）ISBN 978-4478083031
- 「株式投資金の本」「株式投資銀の本」（出版社不明）
- 「トップトレーダーズ2004」（すばる舎、2004） 砂田 洋平との共著 ISBN 978-4883993499
- 「株式投資入門の入門」（東洋経済新報社、1999）ISBN 978-4492731390
- 「お金がずっと増え続ける 投資のメソッド－アイドルのわたしでも。」（2017年9月7日、PHP研究所） - 高山一実（乃木坂46）と共著[7]

## 知人・交友
- 後藤康徳[5]（現株式会社パンローリング代表取締役）
- 澤昭人（公認会計士）
- 渋澤祥行（現株式会社ジャフコ取締役）
- 河野貴輝（現株式会社TKP代表取締役社長）
- 伊藤啓史（音楽プロデューサー：おどるポンポコリン（ちびまるこちゃん）、EXILE、ZOOなど）
- 西山英一郎（元電通プランナー）